# تأثير وكالة المخابرات المركزية الأمريكية على الرأي العام
في أوقات مختلفة، وفي إطار سلطتها الخاصة أو وفقًا لتوجيهات رئيس الولايات المتحدة أو موظفي مجلس الأمن القومي، حاولت وكالة الاستخبارات المركزية الأمريكية التأثير على الرأي العام المحلي والدولي.

## سلطة المخابرات المركزية للقيام بالعمليات النفسية
كُلفت العمليات النفسية في مكتب تنسيق السياسات من قبل وكالة المخابرات المركزية، مع إشراف وزارة الخارجية. دُمج مكتب تنسيق السياسات لاحقًا مع وكالة الاستخبارات المركزية، وعُين موظفو العمليات النفسية تحت إشراف نائب مديرية الخطط أو مديرية العمليات أو الخدمة الوطنية السرية.

## إعانات الجماعات غير الحكومية
أُنشئ في عام 1947، مكتب المعلومات الشيوعية السوفياتي (كومنفورم) بواسطة جوزيف ستالين. كان المؤتمر، الذي أُنشئ فيه، استجابة لدول أوروبا الشرقية لدعوات حضور مؤتمر باريس في يوليو عام 1947 في ما يتعلق بخطة مارشال. كان الغرض المعلن لـكومنفورم، هو تنسيق عمل الأحزاب الشيوعية، تحت التوجيه السوفيتي، لذلك رتب الزعيم السوفيتي جوزيف ستالين المؤتمر ردًا على الاختلافات بين حكومات أوروبا الشرقية، حول حضور مؤتمر باريس في ما يتعلق  بمارشال في يوليو 1947.
كان المقر الأول للكومينفورم في بلغراد (ثم عاصمة جمهورية يوغوسلافيا الاتحادية الاشتراكية). بعد طرد يوغوسلافيا من المجموعة في يونيو 1948، نُقل المقعد إلى بوخارست، رومانيا. كان طرد يوغوسلافيا من «الكومينفورم من أجل التيتوية» السبب الرئيسي لابتداء فترة أنفرمبيرو في تاريخ تلك الأمة. كان الغرض المقصود من الكومينفورم هو تنسيق الإجراءات بين الأحزاب الشيوعية، وعشرات من المجموعات المهنية والفنية والفكرية التي يسيطر عليها الشيوعيون تحت التوجيه السوفيتي. أنشأ الكرملين «كومينفورم» في السنوات الأولى من الحرب الباردة لتنسيق أنشطة «كومينفورم» كأداة للسياسة الخارجية السوفيتية والستالينية.
رداً على ذلك، قرر العاملون النفسيون بوكالة الاستخبارات المركزية الأمريكية أن المجموعات التي تسيطر عليها الكومينفورم يمكن مواجهتها بشكل أفضل من قبل الجماعات الغربية، وليس فقط من جانب الجماعات اليمينية المعادية للشيوعية، ولكن أيضا عن طريق المجموعات عابرة الطيف الإيديولوجي. لم يكن الكثير منهم على دراية بدعم وكالة المخابرات المركزية، أو عدد قليل فقط من القادة كانوا على علم بالدعم، ولم يكن من المتوقع أن يتبعوا الأوامر. استشهد ويلفورد، على سبيل المثال، بأن المجلات الصغيرة  مثل «المراجعة الحزبية» و «القائد الجديد»، تلقت أموالاً من وكالة المخابرات المركزية بطريقة أو بأخرى، ولم تدين للوكالة بأي شيء، سواء في تأسيسها أو في عملياتها، ولم تكن من المنظمات «الأمامية».
كانت المجموعات الأخرى التي شكلتها وكالة المخابرات المركزية، جبهات حقيقية، على الرغم من أن بعض الأفراد الذين كُفلوا، لم يكونوا على دراية بمصدر الأموال. اقترح فيليب أجي أن التمويل من وكالة الاستخبارات المركزية إلى الرابطة الوطنية للطلاب، الذي شُكل في عام 1947، ربما بدأ في عام 1950. لا يكشف رئيس قسم المنظمات الدولية بوكالة الاستخبارات المركزية، توم برادين، عن السنة التي بدأ فيها هذا التمويل، لكنه من الواضح أنه بدأ في الخمسينيات واستمر حتى عام 1967. أقر برادن أن الشعبة تأسست عام 1950، عندما تفوق مدير المخابرات المركزية ألن و. دوليس، فرانك ويسنر، الذي ترأس مكتب تنسيق السياسات شبه المستقل.  كان مكتب تنسيق السياسات حتى عام 1952، فرعا للعمل السري للحكومة الأمريكية، وهو طرف ضعيف من وكالة المخابرات المركزية الأمريكية، بالإضافة إلى إمكانية الوصول المباشر إلى وزيري الدفاع والدولة.
شهد عام 1950 أيضًا بداية الحملة الصليبية من أجل الحرية، والتي استمرت عشر سنوات، وهي عملية لتوليد الدعم الأمريكي لراديو أوروبا الحرة التي كانت مدعومة من قبل المخابرات الأمريكية.
أنشئت منظمة أخرى في 26 يونيو 1950 باسم مؤتمر الحرية الثقافية، واعتُبرت الذراع الثقافي لشعبة المنظمات الدولية.
«أصبح في عام 1967، عدد من الإعانات السرية للجمعيات والمجلات علنية. نظرًا لحظر وكالة المخابرات المركزية الأمريكية الأنشطة المحلية، كان دعم المجموعات الأمريكية عالميا، مثل الرابطة الوطنية للطلاب، وشكل ذلك مشاكل عديدة.
فضحت مجلة «رامبارتس»، الإعانات الي تقدمها وكالة المخابرات المركزية الأمريكية للرابطة الوطنية. ووفقًا لتايم، أدى ذلك لبروز مصطلح «الأيتام»، في إشارة إلى  أن ما يقرب من 100 وكالة خاصة كانت تحصل على أموال وكالة المخابرات المركزية، وتأثرت بأمر رئاسي، الذي نص على ضرورة أنهاء الدعم بنهاية عام 1967. لخصت جريدة تايم بإيجاز المسألة بـ «السؤال  ما إذا كان، من الصواب أو الحكيم - أو ضروري - بالنسبة للمنظمات التي يُفترض أنها مستقلة أن تتلقى في مجتمع حر، إعانات سرية.» بغض النظر عن مزايا أو عيوب أساليب وكالة المخابرات المركزية الأمريكية، فإن معظم هذه المجموعات خدمت الولايات المتحدة جيدًا في منافستها لأجل فهم العمال والمفكرين والطلاب والمدرسين في العالم، ولاجئيي الماضي وقادة الغد. وأدى ذلك إلى تعيين لجنة رئاسية، برئاسة وكيل وزارة الخارجية نيكولاس كاتزنباخ، لمعرفة كيفية سد الفجوة التي خلفتها وكالة الاستخبارات المركزية. أضاف ناشر سابق، طموح سياسيا، لجريدة كاليفورنيا، خدم مع وكالة المخابرات المركزية بين عامي 1950 و1954، مزيدًا من التفاصيل. في مقال نُشر في جريدة «مساء يوم السبت»، دافع برادين بشدة عن وكالة المخابرات المركزية ضد الاتهامات بأنها «غير أخلاقية» بتدوين بعض الأشياء المفيدة للغاية التي أنجزتها الوكالة في وقت مبكر من الحرب الباردة. »
وفقًا لبرادين، بحلول عام 1953، كان برنامج الدعم الأمريكي يعمل بشكل جدي.
«بحلول عام 1953، كنا نعمل ونؤثر على المنظمات الدولية في كل مجال كانت قد استولت الجبهات الشيوعية عليه، بالإضافة إلى  بعض المناطق التي لم تبدأ الجبهات عملها فيها من الأساس. الأموال التي أنفقناها كانت قليلة للغاية بالمعايير السوفيتية. لكن ذلك انعكس في القاعدة الأولى من خطتنا التشغيلية: «حصر الأموال في المبالغ التي يمكن أن تنفقها المؤسسات الخاصة بشكل موثوق» كانت القواعد الأخرى واضحة بنفس القدر: «استخدام منظمات شرعية قائمة، تخفي مدى الاهتمام الأمريكي: حماية سلامة المنظمة من خلال عدم مطالبتها بدعم كل جانب من جوانب السياسة الأمريكية الرسمية. »
كانت المنظمة التي في الواجهة، التي نُظمت في عام 1959 هي الخدمة المستقلة للمعلومات، التي اُنشئت في هارفارد خصيصًا لغرض الحصول على بعض الشباب الأمريكيين المعادين للشيوعية لحضور مهرجان شبابي ضخم ينظمه الشيوعيون في فيينا. كان من بين من رعته المنظمة، غلوريا شتاينم التي أمضت مؤخرا عام ونصف في الهند، إذ أقامت صداقة مع إنديرا غاندي وأرملة «الإنساني الثوري» إم إن روي، والتقت بباحث يبدو أنه كان عميلا لوكالة المخابرات المركزية الأمريكية. تم التعاقد مع شتاينم لإدارة الخدمة المستقلة للمعلومات ولتجنيد الشباب الأميركيين ذوي المعرفة، الذين بإمكانهم النقاش بفعالية مع المنظمين الشيوعيين للمهرجان، والدفاع عن الولايات المتحدة ضد الانتقادات الشيوعية.

### الإفصاحات

#### الأخبار المغروسة
صرح رالف ماكجي، كبير ضباط وكالة المخابرات المركزية الأمريكية، أن وكالة المخابرات المركزية كثيراً ما وضعت قصصًا مجهولة المصدر في منشورات الأخبار لنشر أفكار زائفة لصالح أهداف وكالة المخابرات المركزية. قد تلتقط الصحف وغيرها من الأطراف الثالثة القصص التي زرعتها وكالة المخابرات المركزية، وتنشرها بعد القليل من التعديلات، أو حتى تؤخذ كأنباء ثم يعاد كتابتها من جديد من قبل صحافيين.